# Karl Hucke
Friedrich Arnold Nepomuk Karl Hucke (* 14. Januar 1822 in Erfurt; † 10. Februar 1911 ebenda) war ein preußischer Generalmajor.

## Leben

### Herkunft
Karl war der Sohn des Kriminalrats und späteren Kreisgerichtsrats Arnold Hucke († 1870)  und dessen Ehefrau Elisabeth, geborene Nehaus († 1856).

### Militärkarriere
Nach dem Besuch der Elementarschule und des Gymnasiums in Erfurt trat Hucke am 11. April 1839 in die 4. Artillerie-Brigade der Preußischen Armee ein. Zur weiteren Ausbildung absolvierte er von Oktober 1840 bis Juli 1843 die Vereinigte Artillerie- und Ingenieurschule, wurde während dieses Kommandos als außeretatmäßiger Sekondeleutnant zur 7. Artillerie-Brigade versetzt und am 17. Oktober 1843 zum Artillerieoffizier ernannt. Vom 1. April 1851 bis zum 1. Juli 1853 war Hucke Adjutant der reitenden Abteilung und stieg Anfang Januar 1853 zum Premierleutnant auf. Am 1. Juli 1858 folgte seine Beförderung zum Hauptmann und am 1. Dezember 1859 die Ernennung zum Chef der 3. reitenden Batterie in Naumburg. Daran schloss sich ab März 1862 eine Verwendung als Artillerieoffizier vom Platz in Küstrin an und er trat am 4. April 1865 als Kompaniechef zum Magdeburgischen Festung-Artillerie-Regiment Nr. 4 zurück. Nach dem Deutschen Krieg wurde Hucke am 30. Oktober 1866 Major und Kommandeur der III. Abteilung in Erfurt. Er wechselte am 25. Februar 1868 zur 3. Artillerie-Brigade und erhielt zugleich das Kommando über die Hessische Festungs-Artillerie-Abteilung Nr. 11.
Während des Krieges gegen Frankreich war Hucke ab dem 21. August 1870 Abteilungskommandeur der Belagerungsartillerie vor Straßburg und ab dem 10. Oktober 1870 beim Korps vor Paris. Er erhielt am 10. Januar 1871 das Eiserne Kreuz II. Klasse, avancierte am 18. Januar 1871 zum Oberstleutnant und wurde nach dem Friedensschluss nachträglich am 18. September 1871 mit dem Eisernen Kreuz I. Klasse ausgezeichnet. Am 17. September 1872 wurde Hucke als Kommandeur des Westfälischen Fußartillerie-Regiment Nr. 7 nach Köln versetzt und in dieser Eigenschaft Ende März 1873 zum Oberst befördert. Unter Verleihung des Roten Adlerordens III. Klasse mit Schleife wurde er am Pension und der Berechtigung zum Tragen seiner Regimentsuniform zur Disposition gestellt. Anlässlich des 100. Geburtstages von Kaiser Wilhelm I. verlieh ihm Wilhelm II. am 22. März 1897 den Charakter als Generalmajor. Er starb am 10. Februar 1911 in Erfurt.

### Familie
Hucke heiratete am 28. März 1859 in Sangerhausen Johanna Kaupisch († 1894). Das Paar hatte mehrere Kinder, darunter:
- Ferdinand (1859–1907), preußischer Hauptmann und Platzmajor in Neubreisach
- Paul (* 1861), preußischer Generalleutnant ⚭ 1891 Bernhardine Lieven
- Johannes (* 1863), preußischer Premierleutnant